# Lockdown (canção)
Lockdown é o mais recente single instrumental e videoclipe do músico, compositor e produtor brasileiro Tony Babalu, com lançamento pelo selo Amellis Records e distribuição digital da Tratore.

## Concepção e gravação
Após iniciar o ano de 2020 lançando seu primeiro trabalho no formato single (2020!), Tony Babalu apresentou Lockdown, música que veio a público na simbólica data de 25 de dezembro daquele mesmo ano.
Produzido em pleno período crítico de quarentena, o tema instrumental foi gravado artesanalmente de 11 a 17 de maio, com o músico dividindo-se entre três violões e a programação dos demais instrumentos (baixo, bateria e percussão). Em menos de 3 minutos, a composição oferece ao ouvinte um mergulho em cores e sensações paradoxais de agitação e silêncio.
Mixagem e masterização foram realizadas por Marcelo Carezzato, do Carbonos Studio, reduto icônico da produção fonográfica nacional.

## Videoclipe
Além de figurar nas plataformas de áudio, Lockdown é a primeira música do guitarrista a ter lançamento simultâneo em vídeo. O clipe, produzido e editado por Karen Holtz, expressa em imagens a angústia do confinamento em contraponto à saudade de ser livre e encarar a vida que há para fora da janela, em um fiel retrato do que têm sido os atuais tempos de isolamento social.

## Jornal da Cultura
O clipe de Lockdown foi utilizado para encerrar o Jornal da Cultura (TV Cultura) em 29 de dezembro de 2020. A edição está disponível no canal oficial do Jornalismo TV Cultura no YouTube.

## Ficha técnica
- Tony Babalu: composição, violões e programação de instrumentos (baixo, bateria e percussão)
- Marcelo Carezzato (Carbonos Studio): mixagem e masterização
- Karen Holtz: seleção e edição de imagens[7]